# 馬場佑貴
馬場 佑貴（ばば ゆうき、1989年12月26日 - ）は、岩手県盛岡市出身のハンドボール選手。日本ハンドボールリーグの大崎電気所属。

## 経歴
岩手県立不来方高等学校時代は2007年の全国高等学校総合体育大会ハンドボール競技大会でベスト4を経験。
早稲田大学時代は2011年に関東学生ハンドボール・春季リーグで最優秀選手賞を受賞し、秋季リーグでは優秀選手賞を受賞。同年の全日本学生ハンドボール選手権大会（インカレ）では優秀選手賞を受賞した。
2012年に日本ハンドボールリーグの大崎電気へ加入。
2019年7月に選手登録を抹消された。

## 詳細情報

### 年度別成績
| 年       | チーム   | 試合 | フィールド 得点 | 率   | 7m  | 合計   | 警告 | 退場 | 失格 |
| -------- | -------- | ---- | --------------- | ---- | --- | ------ | ---- | ---- | ---- |
| 2012-13  | 大崎電気 | 10   | 12/13           | .923 | 0/0 | 12/13  | 0    | 0    | 0    |
| 2013-14  | 大崎電気 | 9    | 0/1             | .000 | 0/0 | 0/1    | 0    | 2    | 0    |
| 2014-15  | 大崎電気 | 15   | 6/10            | .600 | 0/0 | 6/10   | 2    | 1    | 0    |
| 2015-16  | 大崎電気 | 14   | 19/28           | .679 | 0/0 | 19/28  | 1    | 1    | 0    |
| 2016-17  | 大崎電気 | 12   | 7/11            | .636 | 0/0 | 7/11   | 1    | 2    | 0    |
| 2017-18  | 大崎電気 | 22   | 28/36           | .778 | 0/0 | 28/36  | 1    | 0    | 0    |
| 2018-19  | 大崎電気 | 22   | 10/13           | .769 | 0/0 | 10/13  | 0    | 0    | 0    |
| JHL：7年 | JHL：7年 | 104  | 82/112          | .732 | 0/0 | 82/112 | 5    | 6    | 0    |

### 記録

#### 日本ハンドボールリーグ
- フィールドゴール初得点：2012年9月9日、対トヨタ自動車東日本戦（フラップ大郷21）[8]

### 背番号
- 11 (2012年 - )